# Teorema de Ceva
O teorema de Ceva é um teorema de geometria elementar, que estabelece uma condição necessária e suficiente para que três cevianas sejam concorrentes. Este teorema, provado em 1678 por Giovanni Ceva, na sua obra De lineis rectis, afirma que três cevianas de um triângulo concorrem em um ponto se, e somente se,
{\displaystyle \mathbf {CD} \cdot \mathbf {FB} \cdot \mathbf {AE} =\mathbf {DB} \cdot \mathbf {FA} \cdot \mathbf {EC} }
Giovanni Ceva, um matemático italiano, publicou o teorema de Menelaus (descoberto por Menelau de Alexandria em aproximadamente 100 a.C.) em 1678 e um segundo teorema de sua própria autoria, relacionado com o primeiro, o “Teorema de Ceva”. O teorema de Menelaus trata sobre alinhamentos dos pontos dados e o teorema de Ceva sobre a concorrência das cevianas de um triângulo qualquer em um único ponto.
Teorema de Ceva. Seja ABC um triângulo qualquer e D, E e F pontos sobre os lados BC, CA e AB, respectivamente. Como mostra a figura acima. Os seguimentos AD, BE e CF são concorrentes se, e somente se,
```
                                 

  

    

      

        

          

            

              
A

              
F

            

            

              
F

              
B

            

          

        

      

    

    
{\displaystyle {\frac {AF}{FB}}}

  

 

  

    

      

        
⋅

      

    

    
{\displaystyle \cdot }

  

 

  

    

      

        

          

            

              
B

              
D

            

            

              
D

              
C

            

          

        

      

    

    
{\displaystyle {\frac {BD}{DC}}}

  

 

  

    

      

        
⋅

      

    

    
{\displaystyle \cdot }

  

 

  

    

      

        

          

            

              
C

              
E

            

            

              
E

              
A

            

          

        

      

    

    
{\displaystyle {\frac {CE}{EA}}}

  

 = 1
```

Para a demonstração do teorema de Ceva, usaremos as áreas dos triângulos, representando-as através de parênteses.
Demonstração: A prova deste teorema se baseia no seguinte fato:
A área de triângulos de mesma altura é proporcional a base dos triângulos.
Suponha que AD, BE e CF são concorrentes. Referindo-se a figura acima, temos que
```
                                  

  

    

      

        

          

            

              
A

              
F

            

            

              
F

              
B

            

          

        

      

    

    
{\displaystyle {\frac {AF}{FB}}}

  

 = 

  

    

      

        

          

            

              
(

              
A

              
F

              
C

              
)

            

            

              
(

              
B

              
F

              
C

              
)

            

          

        

      

    

    
{\displaystyle {\frac {(AFC)}{(BFC)}}}

  

 = 

  

    

      

        

          

            

              
(

              
A

              
F

              
O

              
)

            

            

              
(

              
B

              
F

              
O

              
)

            

          

        

      

    

    
{\displaystyle {\frac {(AFO)}{(BFO)}}}

  

```

Mas, se k=a/b=c/d, então k=(a-c)/(b-d).
Portanto,
```
                                  

  

    

      

        

          

            

              
A

              
F

            

            

              
F

              
B

            

          

        

      

    

    
{\displaystyle {\frac {AF}{FB}}}

  

 = 

  

    

      

        

          

            

              
(

              
A

              
F

              
C

              
)

              
−

              
(

              
A

              
F

              
O

              
)

            

            

              
(

              
B

              
F

              
C

              
)

              
−

              
(

              
B

              
F

              
O

              
)

            

          

        

      

    

    
{\displaystyle {\frac {(AFC)-(AFO)}{(BFC)-(BFO)}}}

  

 = 

  

    

      

        

          

            

              
(

              
A

              
O

              
C

              
)

            

            

              
(

              
B

              
O

              
C

              
)

            

          

        

      

    

    
{\displaystyle {\frac {(AOC)}{(BOC)}}}

  

```

Analogamente, obtemos que
```
         

  

    

      

        

          

            

              
B

              
D

            

            

              
D

              
C

            

          

        

      

    

    
{\displaystyle {\frac {BD}{DC}}}

  

 = 

  

    

      

        

          

            

              
(

              
B

              
O

              
A

              
)

            

            

              
(

              
C

              
O

              
A

              
)

            

          

        

      

    

    
{\displaystyle {\frac {(BOA)}{(COA)}}}

  

                   e                       

  

    

      

        

          

            

              
C

              
E

            

            

              
E

              
A

            

          

        

      

    

    
{\displaystyle {\frac {CE}{EA}}}

  

 = 

  

    

      

        

          

            

              
(

              
C

              
O

              
B

              
)

            

            

              
(

              
A

              
O

              
B

              
)

            

          

        

      

    

    
{\displaystyle {\frac {(COB)}{(AOB)}}}

  

```

Agora, multiplicando estas frações, obtemos que
```
                                   

  

    

      

        

          

            

              
A

              
F

            

            

              
F

              
B

            

          

        

      

    

    
{\displaystyle {\frac {AF}{FB}}}

  

 

  

    

      

        
⋅

      

    

    
{\displaystyle \cdot }

  

 

  

    

      

        

          

            

              
B

              
D

            

            

              
D

              
C

            

          

        

      

    

    
{\displaystyle {\frac {BD}{DC}}}

  

 

  

    

      

        
⋅

      

    

    
{\displaystyle \cdot }

  

 

  

    

      

        

          

            

              
C

              
E

            

            

              
E

              
A

            

          

        

      

    

    
{\displaystyle {\frac {CE}{EA}}}

  

 = 

  

    

      

        

          

            

              
(

              
A

              
O

              
C

              
)

            

            

              
(

              
B

              
O

              
C

              
)

            

          

        

      

    

    
{\displaystyle {\frac {(AOC)}{(BOC)}}}

  

 

  

    

      

        
⋅

      

    

    
{\displaystyle \cdot }

  

 

  

    

      

        

          

            

              
(

              
B

              
O

              
A

              
)

            

            

              
(

              
C

              
O

              
A

              
)

            

          

        

      

    

    
{\displaystyle {\frac {(BOA)}{(COA)}}}

  

 

  

    

      

        
⋅

      

    

    
{\displaystyle \cdot }

  

 

  

    

      

        

          

            

              
(

              
C

              
O

              
B

              
)

            

            

              
(

              
A

              
O

              
B

              
)

            

          

        

      

    

    
{\displaystyle {\frac {(COB)}{(AOB)}}}

  

 = 1
```

como queríamos provar.
Agora, a demonstração da recíproca.
Para mostrar a recíproca, considere O como o ponto de interseção dos segmentos AD e BE e seja F' o ponto de interseção da reta CO com a reta AB e suponha que
```
                                   

  

    

      

        

          

            

              
A

              
F

            

            

              
F

              
B

            

          

        

      

    

    
{\displaystyle {\frac {AF}{FB}}}

  

 

  

    

      

        
⋅

      

    

    
{\displaystyle \cdot }

  

 

  

    

      

        

          

            

              
B

              
D

            

            

              
D

              
C

            

          

        

      

    

    
{\displaystyle {\frac {BD}{DC}}}

  

 

  

    

      

        
⋅

      

    

    
{\displaystyle \cdot }

  

 

  

    

      

        

          

            

              
C

              
E

            

            

              
E

              
A

            

          

        

      

    

    
{\displaystyle {\frac {CE}{EA}}}

  

 = 1
```

Por outro lado, como AD, BE e CF' concorrem em O, a parte já provada do teorema nos dá que
```
                                   

  

    

      

        

          

            

              
A

              

                
F

                
′

              

            

            

              

                
F

                
′

              

              
B

            

          

        

      

    

    
{\displaystyle {\frac {AF'}{F'B}}}

  

 

  

    

      

        
⋅

      

    

    
{\displaystyle \cdot }

  

 

  

    

      

        

          

            

              
B

              
D

            

            

              
D

              
C

            

          

        

      

    

    
{\displaystyle {\frac {BD}{DC}}}

  

 

  

    

      

        
⋅

      

    

    
{\displaystyle \cdot }

  

 

  

    

      

        

          

            

              
C

              
E

            

            

              
E

              
A

            

          

        

      

    

    
{\displaystyle {\frac {CE}{EA}}}

  

 = 1
```

Comparando estas duas últimas equações, temos que
```
                                   

  

    

      

        

          

            

              
A

              
F

            

            

              
F

              
B

            

          

        

      

    

    
{\displaystyle {\frac {AF}{FB}}}

  

 = 

  

    

      

        

          

            

              
A

              

                
F

                
′

              

            

            

              

                
F

                
′

              

              
B

            

          

        

      

    

    
{\displaystyle {\frac {AF'}{F'B}}}

  

```

Ora, isto é equivalente a
```
  

  

    

      

        

          

            

              
A

              
F

            

            

              
F

              
B

            

          

        

      

    

    
{\displaystyle {\frac {AF}{FB}}}

  

 + 1 = 

  

    

      

        

          

            

              
A

              

                
F

                
′

              

            

            

              

                
F

                
′

              

              
B

            

          

        

      

    

    
{\displaystyle {\frac {AF'}{F'B}}}

  

 + 1 ⇔ 

  

    

      

        

          

            

              
A

              
F

            

            

              
F

              
B

            

          

        

      

    

    
{\displaystyle {\frac {AF}{FB}}}

  

 + 

  

    

      

        

          

            

              
F

              
B

            

            

              
F

              
B

            

          

        

      

    

    
{\displaystyle {\frac {FB}{FB}}}

  

 = 

  

    

      

        

          

            

              
A

              

                
F

                
′

              

            

            

              

                
F

                
′

              

              
B

            

          

        

      

    

    
{\displaystyle {\frac {AF'}{F'B}}}

  

 + 

  

    

      

        

          

            

              

                
F

                
′

              

              
B

            

            

              

                
F

                
′

              

              
B

            

          

        

      

    

    
{\displaystyle {\frac {F'B}{F'B}}}

  

```

```
  ⇔ 

  

    

      

        

          

            

              
A

              
F

              
+

              
F

              
B

            

            

              
F

              
B

            

          

        

      

    

    
{\displaystyle {\frac {AF+FB}{FB}}}

  

 = 

  

    

      

        

          

            

              
A

              

                
F

                
′

              

              
+

              

                
F

                
′

              

              
B

            

            

              

                
F

                
′

              

              
B

            

          

        

      

    

    
{\displaystyle {\frac {AF'+F'B}{F'B}}}

  

 ⇔ 

  

    

      

        

          

            

              
A

              
B

            

            

              
F

              
B

            

          

        

      

    

    
{\displaystyle {\frac {AB}{FB}}}

  

 = 

  

    

      

        

          

            

              
A

              
B

            

            

              

                
F

                
′

              

              
B

            

          

        

      

    

    
{\displaystyle {\frac {AB}{F'B}}}

  

 ⇔ FB = F'B
```

Isto é, F e F' são os mesmo pontos. Logo AD, BE e CF concorrem.
Complementando:
Ceviana é um segmento de reta que liga um vértice de um triângulo a um ponto qualquer do lado oposto. A altura, a mediana ou a bissetriz do triângulo são cevianas particulares.